# Francesco Caroleo
Francesco Caroleo (Catanzaro, 27 aprile 1891 – 8 ottobre 1957) è stato un avvocato e politico italiano.